# Badparken

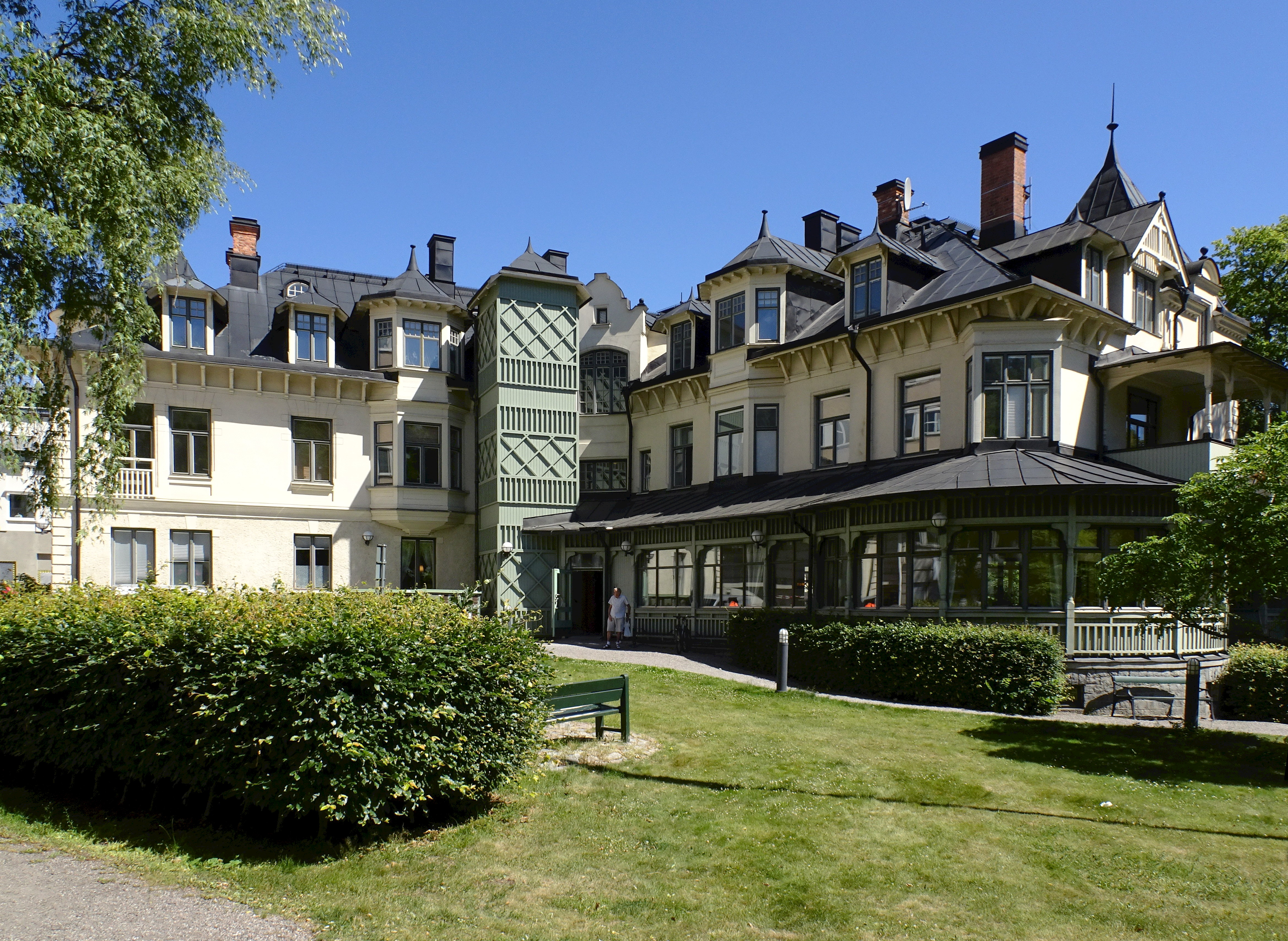
Rest av Nedre Badparken sydväst om Badhotellet i kvarteret Asken

Badparken i Södertälje är en park i Södertälje, som ursprungligen anlades för badgästerna i badinrättningen i Södertälje.
Södertälje hade i början av 1800-talet en hälsokälla i bruk i form av Torekälla. Från mitten av 1800-talet utvecklades en kurortsverksamhet i källans närhet. År 1849 öppnades "Södertelge Kallvattenkurinrättning", från början endast med kalla bad efter utländsk förebild, omedelbart sydväst om staden. I kurortsverksamheten ingick den nyanlagda Badparken som en viktig del. 
Badparken sträckte sig från badinrättningens huvudbyggnad, som låg i Nedre Badparken, där nuvarande Oxbacksleden senare drogs fram, och västerut till Torekällskogen. Den naggades senare i kanten av Oxbacksleden. Kvarteret Asken, där Badhotellet ligger, hörde till Badhusinrättningen och en liten rest av Nedre Badhusparken finns kvar på östra sidan av Oxhagsleden, på fastigheten Asken 6.
Den nuvarande Stadsparken, Södertälje började anläggas 1910 på området mellan järnvägsstationen och sjön Maren som en förlängning av Badhusparken mot sjön, men där fanns redan tidigare, åtminstone från början av 1890-talet, park på delar av området.

## Byggnaderna i Södertelge Kallvattenkurinrättning
Badhusinrättningens huvudbyggnad låg i den östra ändan av parken, nära den senare järnvägsstationen Södertälje nedre. Den revs 1886 och ersattes med en ny stor badinrättning med varm- och kallbad. Denna brann ner 1903, varefter en tredje i rad uppfördes 1905 på samma plats som de första två. Samtidigt uppfördes Societetshuset. 
Torekällan ligger i parkens norra del, där Dalgatan möter Torekällsgatan. 
I Saltsjögatans förlängning i sjön Maren låg ett kallbadhus från badinrättningens första tid, vilket kompletterades 1866 med ett varmbadhus med bastubad, ångskåp och varma örtbad. Varmbadhuset låg nära kallbadhuset vid västra sidan av Saltsjögatan, nästan mitt för Riddarhusgränd. Efter det att en ny stor kombinerad badinrättning uppförts i Badparken 1886, revs det första varmbadhuset vid Saltsjögatan. 
Nära Badparken, vid Järnagatan i norra ändan av det som skulle bli Stadsparken finns också det 1887 uppförda Strandhotellet och vid parkens södra sida det privata sommarhuset Villa Bellevue från 1871. Strandhotellet, senare Södertälje stadshotell, kompletterades omkring 1900 med Badhotellet vid parkens östra ända i kvarteret Asken, också vid Järnagatan.